# Doenjang
Doenjang (kor. 된장) je typ fermentované fazolové pasty vyrobené výhradně ze sóji a solanky. Je také vedlejším produktem výroby sójové omáčky.

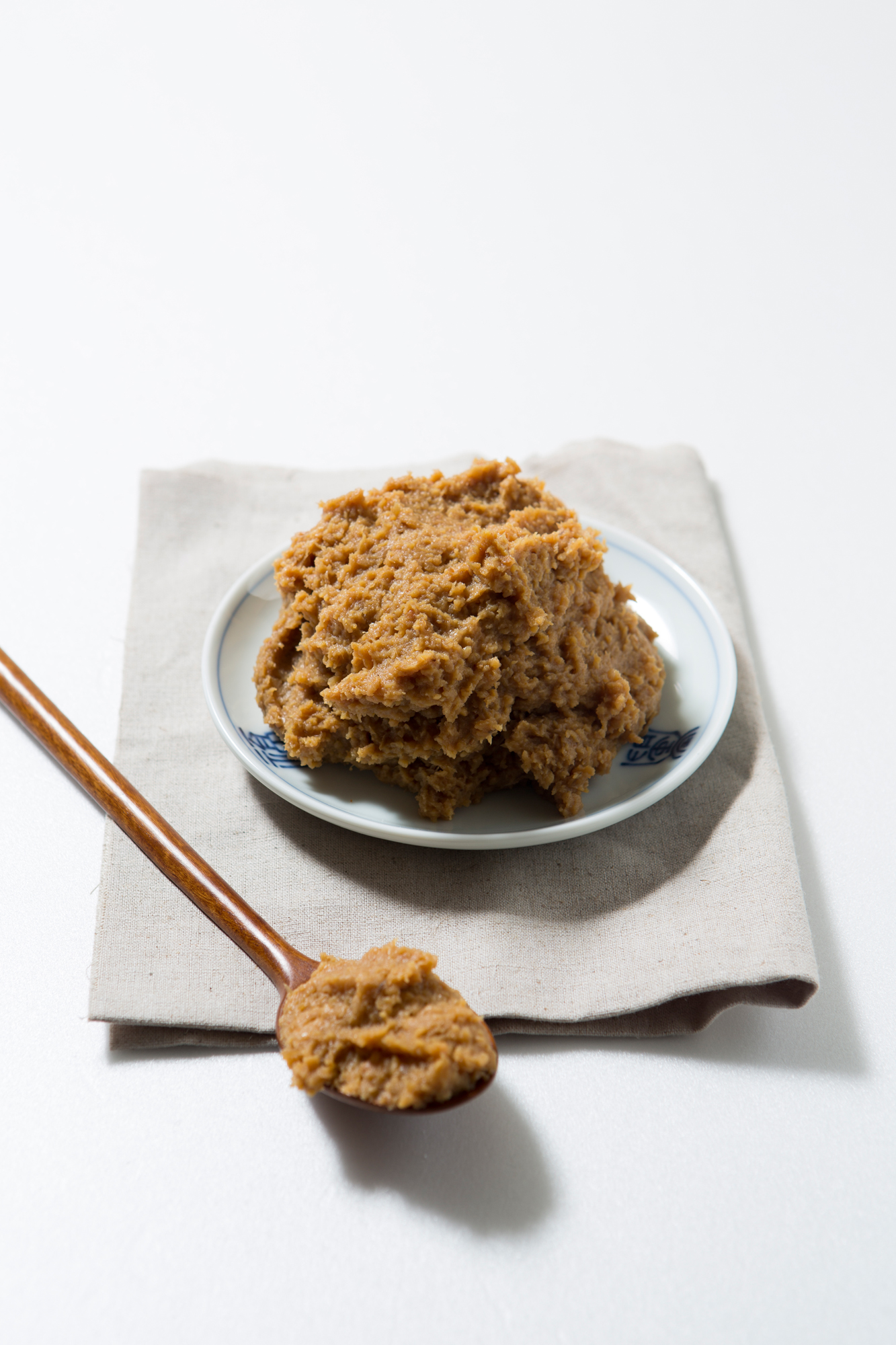
Doenjang

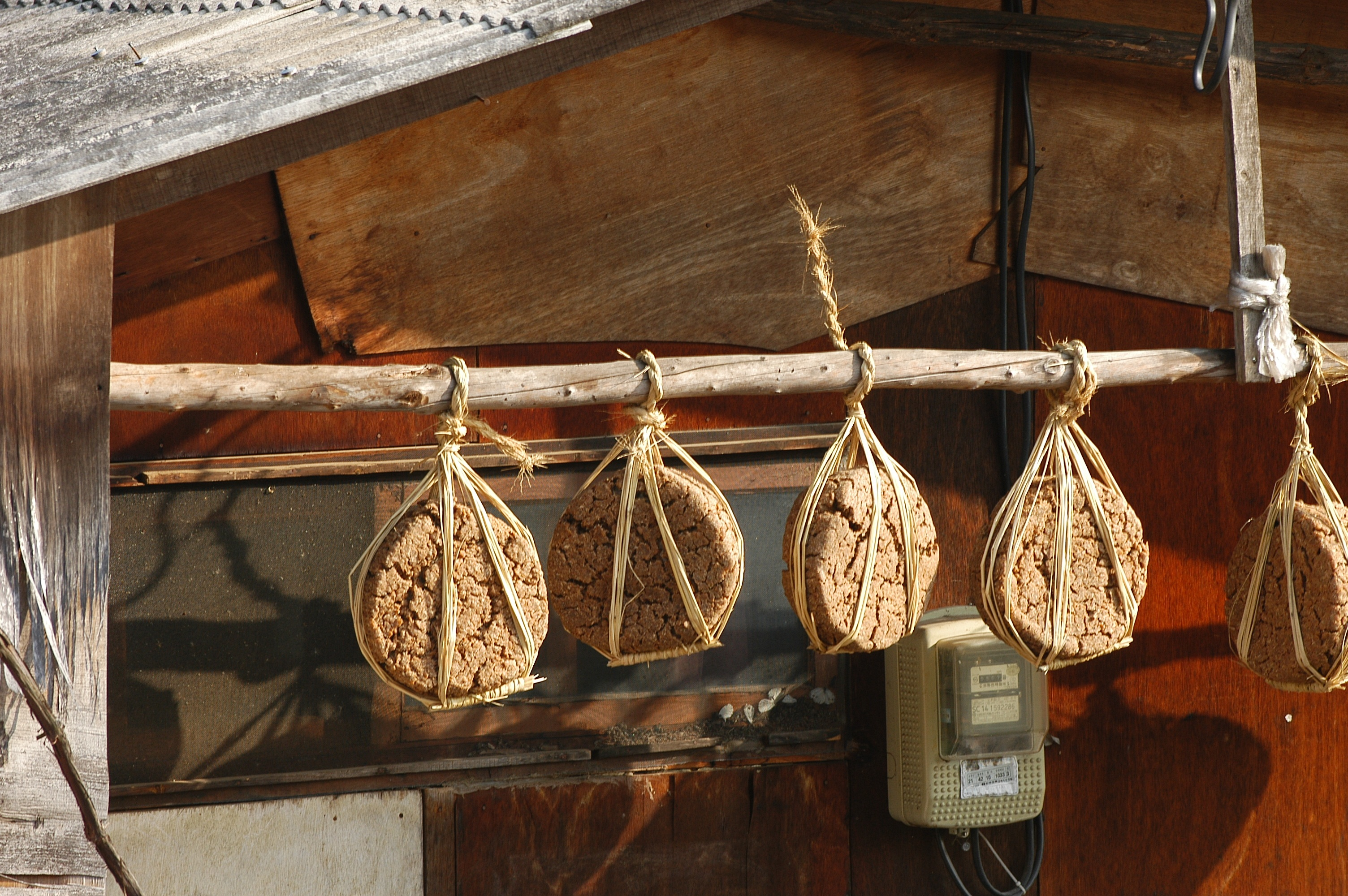
Sušené meju

## Historie
Nejčasnější fermentace sóji v Koreji začaly zřejmě ještě před dobou Tří Království. Čínský historický text "Sanguo Zhi" napsán a vydán ve třetím století našeho letopočtu se zmiňuje o tom že "Goguryeové umí dobře vařit fermentované sójové boby" v sekci z názvem Dongyi (východní cizinci) v Knize Wei. Používání jangdoků pro produkci doenjangu jsou vyobrazeny na nástěnných malbách v Anakově Hrobce č.3

## Typy
- Tojang (kor. 토장) – Když je letitá solanka vařená, aby se z ní stal ganjang, zbytek je rozemletý na výrobu tojangu.
- Jangjae (kor. 장재) – Od začátku se používá menší množství solanky. V tomto procesu není produkována sójová omáčka a meju s malým obsahem solanky vytvoří jangjae, další typ doenjangu.
- Hansik-doenjang (kor. 한식 된장, "fermentovaná sójová pasta v korejském stylu") – doenjang z tradičního meju a solanky.
- Doenjang (kor. 된장, "fermentovaná sójová pasta") – doenjang vyrobený z netradičního meju (které může být vyrobené ze sóji, rýže, ječmene, pšenice nebo odmaštěné sóji a uzralý pomocí tradiční metody nebo Aspergillusu) a solného roztoku.
- Kořeněný doenjang (kor. 조미 된장) – produkt, který obsahuje více než 90% doenjangu nebo hansik-doenjangu.